# Coelosphaera fucoides
Coelosphaera fucoides är en svampdjursart som först beskrevs av Topsent 1897.  Coelosphaera fucoides ingår i släktet Coelosphaera och familjen Coelosphaeridae. Inga underarter finns listade i Catalogue of Life.